# 49-й окремий штурмовий батальйон «Карпатська Січ»
49-й окремий штурмовий батальйон «Карпатська Січ» імені Олега Куцина — підрозділ Сухопутних військ Збройних сил України.
Підрозділ був створений Олегом Куциним у 2014 р. під час російсько-української війни як добровольча окрема добровольча чота «Карпатська Січ». 2015 року чота увійшла до складу Збройних сил України, у 93-тю механізовану бригаду. 2015 року чота стала ротою, брала участь в боях в районі Донецького аеропорту: бої за Піски, шахту «Бутовка», Водяне, Опитне. Рота була розформована 2016 року.
Після початку російського вторгнення 2022 року, підрозділ було створено заново як добровольчий батальйон «ОДЧ Карпатська Січ». У травні батальйон було переформовано на 49-й стрілецький батальйон «Карпатська Січ», який увійшов до складу Сухопутних військ ЗСУ. Він вів бої під Києвом: в Ірпені, Романівці та на Броварському напрямку. Після деокупації Київщини був передислокований на Харківщину, де вів бої в районі Ізюму. На 2023 рік вів бої під Кремінною.
Підрозділ названий на честь організації народної оборони «Карпатська Січ», яка існувала на Закарпатті у 1930-х.

## Історія
З початком військових дій на сході України, наприкінці травня — початку червня 2014 року, Олег Куцин організував волонтерську групу, яка почала збирати та доправляти допомогу українським військовим, які несли службу в районі окупованого Слов'янська Донецької області. Допомагали в основному бійцям Національної гвардії і суміжних підрозділах Збройних Сил України. Спочатку волонтерів було всього півтора десятка чоловік, основу складали хлопці зі Стрия, Закарпаття та Києва.[джерело?]
На початку літа 2014 року волонтерами було прийнято рішення вступити до лав Національної гвардії України. Добровольці пройшли навчання на тренувальній базі в Нових Петрівцях. Було вирішено створити єдиний підрозділ з побратимів-волонтерів, яких на той момент було вже 35 осіб. Так була створена Окрема добровольча чота «Карпатська Січ», яка отримала назву на честь однойменної української парамілітарної організації «Карпатська Січ», яка існувала на Закарпатті у 1938–1939. Місцем постійної дислокації Окремої зведеної штурмової роти «Карпатська Січ» стала Дніпропетровська область.[джерело?]
У жовтні 2014 року «Карпатська Січ» зайняла позиції у селищі Піски, та залишалась там до березня 2016 року.
23 травня 2015 року бійці окремої добровольчої чоти «Карпатська Січ» разом з командиром склали Присягу на вірність Українському народові й влились до складу Збройних сил України.
2015 року чота стала ротою, взяла участь в обороні Донецького аеропорту, боях за Піски, шахту «Бутовка», Водяне, Опитне.
Останні 10 місяців свого існування Окрема зведена штурмова рота «Карпатська Січ» перебувала під постійними обстрілами ворожої артилерії в околицях ДАП.[джерело?] Під час виконання бойових завдань «Карпатська Січ» втратила 7 вояків, 40 вояків отримали поранення.
13 квітня 2016 року Окрема зведена штурмова рота «Карпатська Січ» була розформована.

### Російське вторгнення 2022 року
З початком повномасштабної російської агресії 24 лютого 2022 року патріоти без досвіду бойових дій та добровольці з інших країн згуртувалися навколо ядра ветеранів «ОДЧ Карпатська Січ», створивши добровольчий батальйон. Вони обороняли Київ, тримали позиції в Ірпіні, Романівці, Стоянці та на Броварському напрямку.
Після деокупації Київщини підрозділ тримав оборону на Ізюмському напрямку, в районі села Вірнопілля.
19 травня 2022 року частина добровольчого батальйону «ОДЧ Карпатська Січ» увійшла у лави Сухопутних військ ЗСУ як 49-й окремий піхотний батальйон «Карпатська Січ».
19 червня у боях під Ізюмом загинув Олег Куцин, засновник і командувач батальйону, багаторічний керівник «Легіону Свободи».
На червень 2023 року батальйон тримав позиції під Кремінною.
В листопаді 2024 батальйон тримав оборону на ділянці між Торецьком і вже окупованим Нью-Йорком в районі сіл Леонідівка та Неліпівка. Носив назву 49-й окремий штурмовий батальйон.
На січень 2025 року батальйон тримав одну з ділянок під Торецьком. Російські війська на той час вже захопили більшу частину міста і намагалися просуватись у бік Костянтинівки. Мінометний розрахунок батальйону, який преребував на другій лінії оборони, рідко виходив з підземних укриттів через постійну загрозу FPV-дронів, оскільки РЕБ уже не діяв, бо росіяни дедалі більше застосовували БПЛА на оптоволоконних кабелях.

## Структура[13]
- Німецький Добровольчий Корпус
- 1-ша штурмова сотня
- 2-га штурмова сотня "Білі Демони"
- 3-тя штурмова сотня
- 4-та штурмова сотня
- 5-та штурмова сотня
- Розвідувальна рота "РР49КС"
- Танкова рота
- Рота вогневої підтримки

## Командування
- (2014—2016; 22.04—19.06.2022†) Олег Куцин[14]
- (19.06.2022—02.07.2022) т.в.о. Марія Чашка[15][16]

## Символіка
На емблемі батальйону на чорному щиті зображено золотий тризуб Організації українських націоналістів.

## Втрати
- 15.04.2015 — Олександр Чирцов («Піонер»), санітарний інструктор. 24.05.1977. Загинув внаслідок прямого влучання артилерійського снаряду у розташування медичної частини.
- 12.05.2015 — Олександр Єрмаков («Генерал»). 26.06.1972.
- 14.06.2015 — Ігор Канаков («Риба»). 20.10.1969.
- 11 липня 2015 — Леонід Москотін «Лаврінович», солдат, старший стрілець.
- 06.08.2015 — Данило Касьяненко («Телефон»), солдат, стрілець. 05.03.1996.
- 06.08.2015 — Олег Костюк («Характерник»), солдат, стрілець. 03.11.1981.
- 05.10.2015 — Євген Голик («Жека»). 31.01.1985.
- 11.12.2015 — Олег Габорак («Сон»), старший солдат, начальник електростанції. 24.06.1997.

### 2022
- 16 червня 2022 — Селиванов Марк, солдат. Загинув в Ізюмському районі Харківщини: автомобіль підірвався на міні.[18]
- 24 серпня 2022 — Сунак Роман Михайлович («Залужний»). 13 березня 1977, с. Братківці. Загинув на Ізюмському напрямку в Харківській області.[19]
- 24 серпня 2022 — Левченко Роман Васильович («Льова»). 27 січня 1980, м. Канів.[20][19]
- 24 серпня 2022 — Крейґ Макінтош Стенлі («Пайкі»). 30 січня 1974, м. Тетфорд (Саффолк), Велика Британія.[21][22]
- 24 серпня 2022 — Муноз Баразета Хайме Хесус. 14 травня 1984, м. Гірардот Колумбія.[23]
- 24 серпня 2022 — Данахай Джед Вільям («Джед»). 31 грудня 1994, Нананґо, Австралія.[24]
- 28 вересня 2022 — Юник Ярослав («Ярік») 25 квітня 1986, м. Львів [25][26]
- 22 жовтня 2022 — Капаць Василь Степанович. 28 червня 1985, с. Звиняч, Загинув біля села Терни на Донеччині.[27]
- 4 листопада 2022 — Кузьмін Тарас Леонідович, головний сержант.[28]

### 2023
- 7 лютого 2023 - Похилінський Олег Володимирович, 3 січня1992, с. Шимківці Збаразького району Тернопільської області[29].
- 16 червня 2023 — Кондрат Святослав («Кишка»). 21 серпня 1997, м. Болехів. Загинув під час штурму на Південному фронті, прикриваючи відхід своєї бойової групи.[30]

### 2024
- 25 січня 2024 — Яремко Василь Іванович («Ярий»), старшина, командир штурмової сотні. 11 березня 1973, с. Кротошин. Загинув в районі с. Макіївка Луганської області.[31][32]
- 25 січня 2024 — В'язун Володимир Юрійович («В'язь»), головний сержант сотні «Білі Демони». Загинув в районі села Макіївка Сватівського району Луганської області у ближньому бою з окупантами.[33][34]
- 2 лютого 2024 — Савіта Ваґнер, молодший сержант.[35]
- 28 жовтня 2024 — Романюк Андрій Олександрович («Воробєй»), командир відділення ударних БпЛА. 26 років. Загинув в районі міста Торецьк на Донеччині.[36][37]

### 2025
- 7 травня 2025 - Олександр Васильович Смірнов ("Пілі"). 7 травня 1987, с. Богданівці, що на Кіровоградщині. Мобілізований 15 жовтня 2024. Загинув під час бойових дій поблизу населеного пункту Диліївка Краматорського району.
- Яцків Юрій Миколайович ("Тайсон") 28.04.1998 с.Гійче Загинув 30.03.2025 під час бойових дій поблизу міста Торецьк Бахмутського району

## Традиції
Після смерті комбата Олега Куцина в 2022 році батальйон називали «Карпатська Січ» імені Олега Куцина.

### Соцмережі
- 49-й окремий штурмовий батальон «Карпатська Січ» у соцмережі «Facebook»
- 49-й окремий штурмовий батальон «Карпатська Січ» у соцмережі "Instagra
- 49-й окремий штурмовий батальон «Карпатська Січ» у соцмережі "YouTube .